# Comarnic
Comarnic là một thị xã thuộc hạt Prahova, România. Dân số thời điểm năm 2002 là 13372 người.